# Krilov–Bogoljubov-tétel
A matematikai analízisben a Krilov–Bogoljubov-tétel (illetve az invariáns mérték létezésének tétele) alapvető fontosságú eredmény a dinamikai rendszerek elméletében. A tétel garantálja, hogy kompakt metrizálható térben egy adott függvényhez létezzen olyan Lebesgue-mérték , mely nem változtatja meg tetszőleges mérhető halmaz mértékét, ha azon az függvény ősképe hat. A tétel Nyikolaj Mitrofanovics Krilov  és tanítványa, Nyikolaj Bogoljubov Kijevben tevékenykedő orosz matematikusok és elméleti fizikusok után kapta a nevét.

## A tétel állítása
Ha (X,d) kompakt metrikus tér, F : X → X folytonos függvény, akkor létezik olyan μ: Borel(X) → [0, 1] valószínűségi Borel-mérték, melyre:
{\displaystyle \mu \left(F^{-1}(A)\right)=\mu (A).}
ahol A tetszőleges Borel-halmaz.

## Bizonyítás
Legyen C(X,R) = {f: X → R | „f folytonos” } és F ∈ C(X,X), de nem feltétlenül invertálható. Rögzítsünk továbbá egy x pontot X-ben.
Létezik megszámlálható sűrű halmaz C(X,R)-ben, legyen ez
{\displaystyle \{\varphi _{m}\}_{m=1}^{\infty }}
Definiáljuk a következő kettős indexű sorozatot:
{\displaystyle s_{n}^{(m)}={\frac {1}{n}}\sum \limits _{l=0}^{n-1}\varphi _{m}(F^{l}(x))}
ahol Fl az F saját magával vett l-szeres függvénykompozícióját jelöli. Világos, hogy ez a sorozat korlátos, mert X kompakt. Ekkor a Bolzano–Weierstrass-tétel szerint adott m-re létezik (nk) indexsorozat, hogy:
{\displaystyle \exists \lim _{k\to \infty }s_{n_{k}}^{(m)}\in X}
Most definiálunk egy folytonos lineáris funkcionált C(X,R)-en, ami a Riesz-féle reprezentációs tétel értelmében indukál egy mértéket. Ezt egy konvergens függvénysorozat segítségével tesszük. Legyen
{\displaystyle I^{(k)}:C(X)\rightarrow \mathbf {R} ;\quad I^{(k)}(\varphi )={\frac {1}{n_{k}}}\sum \limits _{l=0}^{n_{k}-1}\varphi (F^{l}(x))}
Ennek tulajdonságai:
1. {\displaystyle I}(k) lineáris funkcionál
2. ||{\displaystyle I}(k)||≤1
3. {\displaystyle I}(k)(φm) konvergens minden m-re (tehát a {φm} sűrű halmazon)

ekkor a Banach–Steinhaus-tétel miatt a {\displaystyle I}(k) függvénysorozat pontonként konvergens és határfüggvénye:
{\displaystyle I(\varphi )=\lim \limits _{k\to \infty }{\frac {1}{n_{k}}}\sum \limits _{l=0}^{n_{k}-1}\varphi (F^{l}(x))}
{\displaystyle I} tulajdonságai:
1. folytonos lineáris funkcionál
2. 0 ≤ φ, akkor 0 ≤ {\displaystyle I}(φ)
3. φ* ≡ 1, akkor {\displaystyle I}(φ*) ≡ 1

így a reprezentációs tétel szerint létezik μ: Borel(X) → [0, 1]
mérték, hogy
{\displaystyle I(\varphi )=\int \limits _{X}\varphi \;\mathrm {d} \mu }
Lemma. Minden φ ∈ C(X,R)-re {\displaystyle I}(φ {\displaystyle \circ } F) = {\displaystyle I}(φ), azaz
{\displaystyle \int \limits _{X}\varphi \circ F\;\mathrm {d} \mu =\int \limits _{X}\varphi \;\mathrm {d} \mu }
Ugyanis a k-adik tagok különbsége a függvénysorozatban:
{\displaystyle {\frac {1}{n_{k}}}\sum \limits _{l=0}^{n_{k}-1}(\varphi \circ F)(F^{l}(x))-{\frac {1}{n_{k}}}\sum \limits _{l=0}^{n_{k}-1}(\varphi (F^{l}(x))={\frac {1}{n_{k}}}(\varphi (F^{n_{k}}(x))-\varphi (x))\to 0}
hiszen az F eggyel eltolt hatványai kioltják egymást, csak az első és az utolsó tag marad meg.
Az invariáns mértéket elég a Borel(X) nyílt halmazain megadni. Ha U nyílt halmaz, akkor a karakterisztikus függvényét kibélelhetjük hozzá alulról konvergáló folytonos függvényekkel, melyekre a fenti egyenlőség áll, így a határfüggvényre is teljesülni fog. Világos továbbá az is, hogy:
{\displaystyle \mu (U)=\int \limits _{X}\chi _{U}\;\mathrm {d} \mu =\int \limits _{X}\chi _{U}\circ F\;\mathrm {d} \mu =\mu (\{z\in X\mid (\chi _{U}\circ F)(z)=1\})=}
{\displaystyle =\mu (\{z\in X\mid F(z)\in U\})=\mu (F^{-1}(U))}
ami ekvivalens az invarianciával.

## Magyarázat
A tétel motivációja a folytonos dinamikai rendszerek pályáira vett időátlag-integrál. Legyen Φ(t,x) olyan folytonos dinamikai rendszer az X kompakt metrikus térben, mely az
{\displaystyle {\dot {x}}=f(x)\,}
differenciálegyenletből készült a megoldásgörbék összegyűjtésével. Ekkor a fenti bizonyításban lévő {\displaystyle I} integrál-funkcionál értelme a következő. Rögzítsünk egy x pontot, és az ezen a ponton áthaladó Φ(t,x) megoldásgörbét. Az x pont választásával a Krilov–Bogoljubov-tétel által generált mérték a φ folytonos függvénynek az x ponton áthaladó megoldásra vett időátlaga:
{\displaystyle {\overline {\varphi }}^{(\mathrm {t} )}=\lim \limits _{T\to \infty }{\frac {1}{T}}\int \limits _{0}^{T}\varphi (\Phi (t,x))\;\mathrm {d} t=\int \limits _{X}\varphi \;\mathrm {d} \mu _{x}}
(limesz nélkül például a benzinfogyasztás átlagos mértéke egy óra, a pályán töltött idő alatt). A fenti képlet jelentést nagyjából csak akkor hordoz, hogy ha a pálya periodikus, hiszen ekkor van értelme az időátlagot a T határértékeként számolni (például a váltóáram átlagteljesítményét végtelenbe vett T-vel lehet számolni – aperiodikus váltakozás ekkor átlagolódik ki.)
Ugyanez az F folytonos leképezés által definiált Fn(x) dinamikai rendszernél az I bizonyításbeli szummás képlete:
{\displaystyle \lim _{k\to \infty }\limits {\frac {1}{k}}\sum \limits _{l=0}^{k-1}\varphi (F^{l}(x))}